# Personal Web Server
O PWS (Personal Web Server) foi um servidor pessoal de páginas da Microsoft. Era utilizado nos sistemas operacionais Windows 95 e Windows 98. Seu sucessor é o IIS (Internet Information Services)